# Dinastia artasside
La dinastia degli Artassidi governò l'Armenia dal 190 a.C. fino al loro rovesciamento da parte dell'Impero romano nel 12 d.C. Il loro regno comprese l'Armenia Maggiore, Sofene e in maniera irregolare l'Armenia Minore e parti della Mesopotamia.

## Origini

Stendardo della Dinastia Artasside

Nel 201 a.C. il sovrano seleucide Antioco III il Grande conquistò l'Armenia maggiore e Sofene con i suoi generali armeni (strategoi) Artaxias e Zariadres sconfiggendo la dinastia orontide a cui rimase al controllo di Commagene, sebbene ridotto a stato vassallo. Antioco elesse Artaxias satrapo dell'Armenia Maggiore e Zariadres satrapo di Sofene. A seguito della sconfitta di Antioco da parte dei Romani nella battaglia di Magnesia nel 190 a.C., Artaxias e Zariadres si rivoltarono e, con il consenso di Roma, fondarono due regni autonomi; Artaxias sull'Armenia Maggiore e Zariadres sulla Sofene. Anche l'Armenia Minore e Commagene riguadagnarono la loro indipendenza.

## Consolidamento del territorio armeno sotto gli Artassidi
Artaxias I d'Armenia è considerato uno dei sovrani più importanti nella storia armena. Egli si presentò come un discendente legittimo della dinastia degli Orontidi, sebbene non ci siano prove della sua connessione con questa famiglia. Al principio del suo regno, parti dell'Altopiano armeno abitate da popolazioni di lingua armena erano ancora sotto il dominio di nazioni straniere. Artaxias I pose l'unificazione di tutte le popolazioni di lingua armena come l'obiettivo primario del suo regno. Lo storico e geografo greco Strabone ci ha lasciato il racconto delle conquiste di Artaxias I:
(Strabone, Geografia, XI, 14.)
Artaxias fu anche il fondatore della capitale armena Artaxata grazie all'aiuto del generale cartaginese Annibale che ottenne rifugio nel suo esilio dai Romani nella corte di Artaxias. La popolazione della precedente capitale Orontide di Ervandashat venne interamente trasferita ad Artaxata. Sono state trovate oltre una dozzina di pietre miliari sul territorio della moderna Armenia risalenti al periodo di Artaxias contenenti iscrizioni in aramaico, prima della loro scoperta l'esistenza di queste pietre era già attestata dallo storico armeno Mosè di Corene. In queste iscrizioni Artaxia si proclama discendente della dinastia degli Orontidi: Re Artaxias, figlio dell'Orontide Zariadres.

## Impero armeno
Durante il regno di Tigrane il Grande (95 a.C. - 55 a.C.) l'Armenia raggiunse l'apice del suo potere e divenne rapidamente lo stato vicino orientale più potente. I suoi confini si estendevano dal Mar Caspio al Mar Mediterraneo. Tigrane fondò una capitale in una posizione più centrale del suo regno con il nome di Tigranocerta.
Larghe porzioni della regione vennero in seguito conquistate dai Parti, che costrinsero la dinastia a firmare un trattato di amicizia. L'Iberia, l'Albania e l'Atropatene furono persi dagli Artassidi ed il resto del regno diventò vassallo. I Greci dell'Impero seleucide offrirono a Tigrane la corona del regno nell'83 a.C.

## Lista dei monarchi artassidi

### Sovrani d'Armenia
- Artaxias I d'Armenia (190 a.C.-160 a.C.)
- Artavaside I d'Armenia (160 a.C.-115 a.C.)
- Tigrane I d'Armenia (115 a.C.-95 a.C.)
- Tigrane II d'Armenia detto il Grande (95 a.C.-55 a.C.)
- Artavaside II (55 a.C.-34 a.C.)
- Artaxias II d'Armenia (34 a.C.-20 a.C.)
- Tigrane III d'Armenia (20 a.C.-12 a.C.)
- Tigrane IV d'Armenia (12 a.C.-2 a.C.)
- Erato d'Armenia (Dinastia restaurata) (12 a.C.-2 a.C.) (2 a.C.-1 a.C.) (11-12)

### Sovrani d'Iberia
- Artaxias I d'Iberia (90 a.C.-78 a.C.)
- Artoce (78 a.C.-63 a.C.)
- Farnabazo II d'Iberia (63 a.C.-30 a.C.)
- Mirian II d'Iberia (30 a.C.-20 a.C.)
- Artaxias II d'Iberia (20 a.C.-1)